# Nikon D90
La Nikon D90 es una cámara fotográfica DSLR profesional de 12.3 megapixeles con formato DX lanzada al mercado por Nikon en agosto de 2008. 
Destaca por haber sido la primera DSLR con función de grabación de video de la historia.